# CryptoKitties

Logo

CryptoKitties es un juego de blockchain en Ethereum desarrollado por Axiom Zen que permite a los jugadores comprar, recolectar, criar y vender gatos virtuales. Es uno de los primeros intentos de implementar la tecnología blockchain para la recreación y el ocio. La popularidad del juego en diciembre de 2017 congestionó la red Ethereum, lo que hizo que alcanzara un máximo histórico en el número de transacciones y lo ralentizó significativamente.